# Villefranche-de-Panat
Villefranche-de-Panat (okzitanisch: Vilafranca de Panat) ist eine französische Gemeinde des Départements Aveyron in der Region Okzitanien (vor 2016: Midi-Pyrénées) mit 678 Einwohnern (Stand: 1. Januar 2022). Sie ist dem Kanton Raspes et Lévezou und dem Arrondissement Millau zugeteilt. 

## Geografie
Villefranche-de-Panat liegt etwa 35 Kilometer westlich von Millau und etwa 35 Kilometer südsüdöstlich von Rodez in einem der südlichen Ausläufer des Zentralmassivs in einer waldreichen Region am Alrance. Umgeben wird Villefranche-de-Panat von den Nachbargemeinden Alrance im Norden und Nordwesten, Salles-Curan im Nordosten, Ayssènes im Osten und Nordosten, Le Truel im Osten und Südosten, Broquiès im Süden, Lestrade-et-Thouels im Westen und Südwesten sowie Durenque im Westen.

## Bevölkerungsentwicklung
| Jahr                       | 1962 | 1968 | 1975 | 1982 | 1990 | 1999 | 2006 | 2018 |
| -------------------------- | ---- | ---- | ---- | ---- | ---- | ---- | ---- | ---- |
| Einwohner                  | 836  | 804  | 775  | 908  | 711  | 762  | 775  | 690  |
| Quellen: Cassini und INSEE |      |      |      |      |      |      |      |      |

## Sehenswürdigkeiten
- Kirche l’Assomption im Ortsteil La Besse
- Kirche Saint-Pierre-ès-Liens im Ortsteil Figeaguet

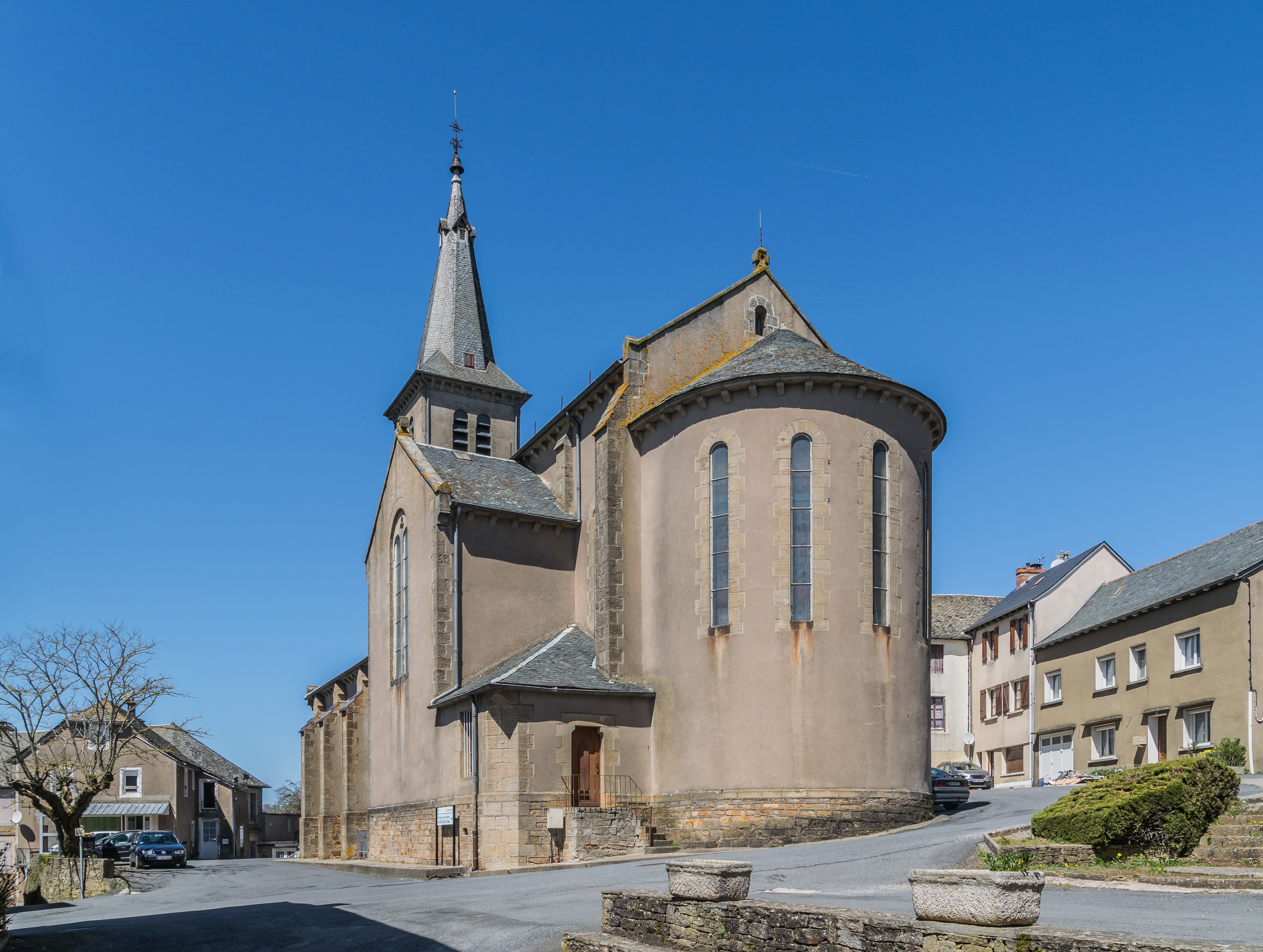
Kirche in La Besse

- Stausee
- Park

## Persönlichkeiten
- Antoine de Morlhon (1753–1828), Erzbischof von Auch (1823–1828)
- Auguste de Morlhon (1799–1862), Bischof von Puy-en-Velay (1846–1862)